# Tsukahara Bokuden

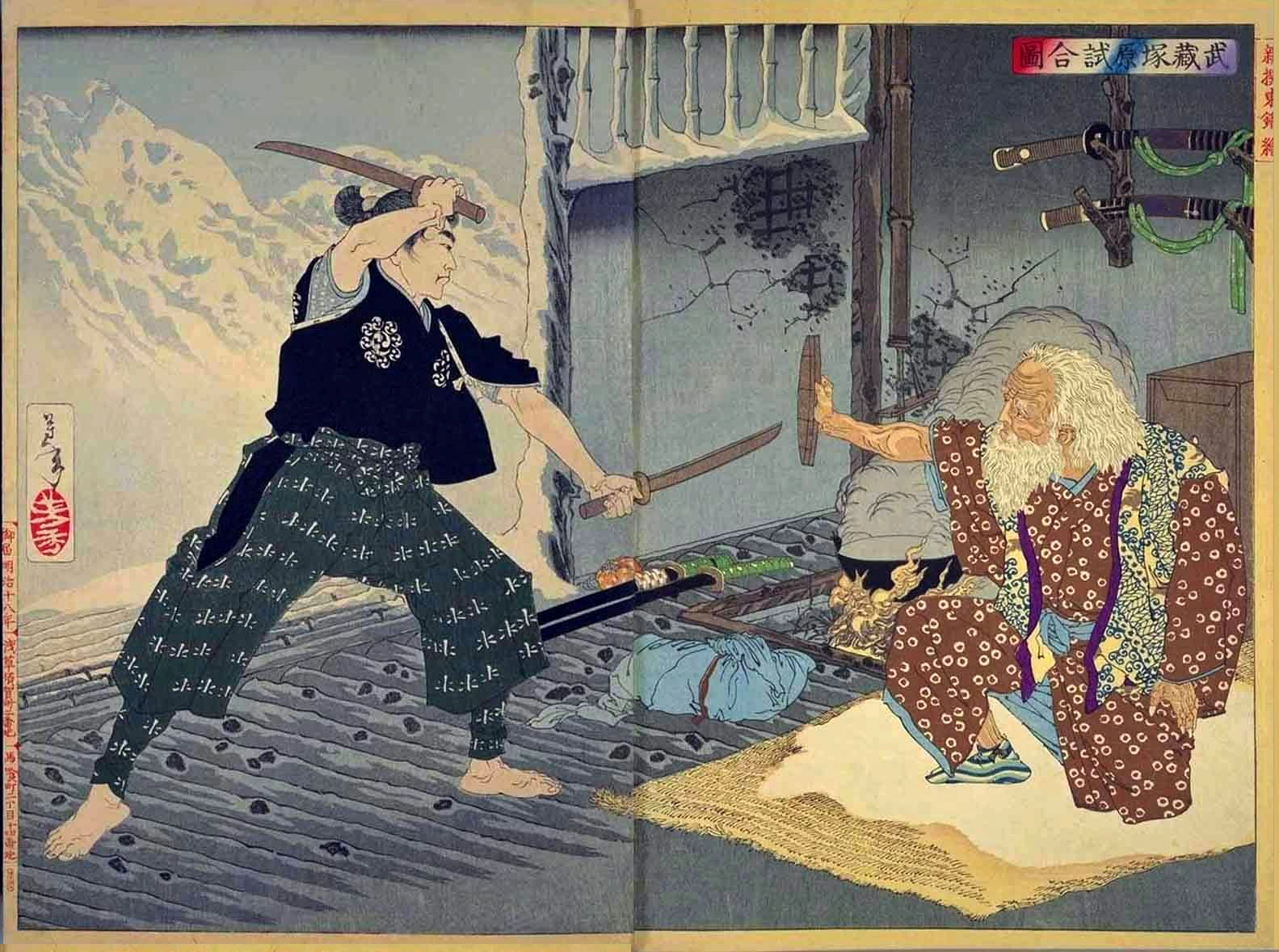
Un ukiyo-e realizado por Yoshitoshi representando el ficticio enfrentamiento entre Tsukahara Bokuden y el legendario maestro de la espada Miyamoto Musashi

Tsukahara Bokuden (塚原 卜伝) (1489 – 6 de marzo de 1571} fue un famoso maestro de espada en el inicio del periodo Sengoku. Se le describe como un kensei. Fue el fundador del nuevo estilo Kashima de kenjutsu, y sirvió como instructor del Shōgun Ashikaga Yoshiteru y del gobernador provincial de Ise daimyō Kitabatake Tomonori.
Bokuden murió por causas naturales en el año 1571. 
Su tumba se encuentra en el templo Baiko de Suga (須賀の梅香寺} en  Kashima. 